# Гараєва Юлія Равилівна
Юлія Равилівна Гараєва (рос. Юлия Равильевна Гараева, нар. 27 липня 1968, Москва, Росія) — російська фехтувальниця на шпагах, бронзова призерка Олімпійських ігор 1996 року.

## Виступи на Олімпіадах
| Олімпіада    | Дисципліна          | Місце |
| ------------ | ------------------- | ----- |
| Атланта 1996 | індивідуальна шпага | 29    |
| Атланта 1996 | командна шпага      | 3     |